# Primer ministro de Cuba
El primer ministro de Cuba es el jefe de Gobierno de la República de Cuba. El primer ministro de Cuba es designado por la Asamblea Nacional del Poder Popular a propuesta del presidente de la República, por un período de cinco años. La Constitución cubana de 2019 recupera la figura de primer ministro que desapareció en la Constitución de 1976 siendo sustituida por la figura del presidente del Consejo de Ministros de Cuba. Desde el 21 de diciembre de 2019 el primer ministro de Cuba es Manuel Marrero. La última persona que asumió el cargo de primer ministro en Cuba fue Fidel Castro hasta 1976.
La Constitución de 2019 establece que el Consejo de Ministros está integrando por el primer ministro, los Ministros, el Secretario y los otros miembros que determine la ley.

## Antecedentes 1940-2019
Entre 1940 y 1976 el primer ministro era el jefe de Gobierno. Según la Constitución cubana de 1940, que crea dicho cargo, corresponde en sus funciones asistir el presidente de la República. Es designado junto al resto de los integrantes del Consejo de Ministros por el presidente de la República. El primer ministro y el Consejo de Ministros son responsables de sus actos ante cualquiera de las dos cámaras del Congreso (Cámara de Representantes y el Senado). Cualquiera de las dos cámaras podrá otorgar o retirarle su confianza. Tras el triunfo de la Revolución cubana en 1959, y hasta 1976, la función de primer ministro fue ejercida por Fidel Castro.
La Constitución cubana de 1976 estableció que era el Consejo de Ministros el encargado de la administración del Estado y constituía el gobierno. Lo encabezaba el presidente de la República que es a su vez era el presidente del Consejo de Ministros.

## Actualidad
En la Constitución cubana de 2019 reaparece la figura del primer ministro. En el artículo 142 establece que el primer ministro es responsable ante la Asamblea Nacional y ante el presidente de la República, a los cuales rinde cuenta e informa de su gestión, de la del Consejo de Ministros o de su Comité Ejecutivo. Para ocupar este cargo se requiere ser diputado a la Asamblea Nacional del Poder Popular, haber cumplido treinta y cinco años, hallarse en pleno goce de los derechos civiles y políticos, ser ciudadano cubano por nacimiento y no tener otra ciudadanía.

## Lista de primeros ministros de Cuba

### Primeros ministros de Cuba (1940-1976)
| #                                                   | Nombre | Nombre                                            | Inicio                | Final                  | Partido                                 | Presidente | Presidente                           |
| --------------------------------------------------- | ------ | ------------------------------------------------- | --------------------- | ---------------------- | --------------------------------------- | ---------- | ------------------------------------ |
| 1                                                   |        | Carlos Saladrigas Zayas (1900–1956)               | 10 de octubre de 1940 | 16 de agosto de 1942   | Partido Socialista Popular              |            | Fulgencio Batista (1940–1944)        |
| 2                                                   |        | Ramón Zaydín (1895–1968)                          | 16 de agosto de 1942  | 16 de marzo de 1944    | Partido Liberal de Cuba                 |            | Fulgencio Batista (1940–1944)        |
| 3                                                   |        | Anselmo Alliegro y Milá (1899–1961)               | 16 de marzo de 1944   | 10 de octubre de 1944  | Partido Liberal de Cuba                 |            | Fulgencio Batista (1940–1944)        |
| 4                                                   |        | Félix Lancís Sánchez (1900–1976)                  | 10 de octubre de 1944 | 13 de octubre de 1945  | Partido Revolucionario Cubano Auténtico |            | Ramón Grau (1944–1948)               |
| 5                                                   |        | Carlos Prío Socarrás (1903–1977)                  | 13 de octubre de 1945 | 1 de mayo de 1947      | Partido Revolucionario Cubano Auténtico |            | Ramón Grau (1944–1948)               |
| 6                                                   |        | Raúl López del Castillo (1893–1963)               | 1 de mayo de 1947     | 10 de octubre de 1948  | Partido Revolucionario Cubano Auténtico |            | Ramón Grau (1944–1948)               |
| 7                                                   |        | Manuel Antonio de Varona (1908–1992)              | 10 de octubre de 1948 | 6 de octubre de 1950   | Partido Revolucionario Cubano Auténtico |            | Carlos Prío Socarrás (1948–1952)     |
| (4)                                                 |        | Félix Lancís Sánchez (1900–1976)                  | 6 de octubre de 1950  | 1 de octubre de 1951   | Partido Revolucionario Cubano Auténtico |            | Carlos Prío Socarrás (1948–1952)     |
| 8                                                   |        | Óscar Gans (1903–1965)                            | 1 de octubre de 1951  | 10 de marzo de 1952    | Partido de Acción Progresista           |            | Carlos Prío Socarrás (1948–1952)     |
| 9                                                   |        | Fulgencio Batista (1901–1973)                     | 10 de marzo de 1952   | 4 de abril de 1952     | Partido de Acción Progresista           |            | Fulgencio Batista (1952–1959)        |
| Vacante (4 de abril de 1952 – 14 de agosto de 1954) |        |                                                   |                       |                        |                                         |            | Fulgencio Batista (1952–1959)        |
| —                                                   |        | Andrés Domingo y Morales del Castillo (1892–1979) | 14 de agosto de 1954  | 24 de febrero de 1955  | Independiente                           |            | Fulgencio Batista (1952–1959)        |
| 10                                                  |        | Jorge García Montes (1896–1982)                   | 24 de febrero de 1955 | 26 de marzo de 1957    | Partido de Acción Progresista           |            | Fulgencio Batista (1952–1959)        |
| 11                                                  |        | Andrés Rivero Agüero (1905–1996)                  | 26 de marzo de 1957   | 6 de marzo de 1958     | Partido de Acción Progresista           |            | Fulgencio Batista (1952–1959)        |
| 12                                                  |        | Emilio Núñez Portuondo (1898–1978)                | 6 de marzo de 1958    | 12 de marzo de 1958    | Partido de Acción Progresista           |            | Fulgencio Batista (1952–1959)        |
| 13                                                  |        | Gonzalo Güell (1895–1985)                         | 12 de marzo de 1958   | 1 de enero de 1959     | Partido de Acción Progresista           |            | Fulgencio Batista (1952–1959)        |
| 14                                                  |        | José Miró Cardona (1902–1974)                     | 5 de enero de 1959    | 16 de febrero de 1959  | Independiente                           |            | Manuel Urrutia Lleó (1959)           |
| 15                                                  |        | Fidel Castro (1926–2016)                          | 16 de febrero de 1959 | 2 de diciembre de 1976 | Partido Comunista de Cuba               |            | Osvaldo Dorticós Torrado (1959–1976) |

### Presidentes del Consejo de Ministros (1976-2019)
| #    | Nombre | Nombre                           | Inicio                 | Final                 | Partido                   |
| ---- | ------ | -------------------------------- | ---------------------- | --------------------- | ------------------------- |
| (15) |        | Fidel Alejandro Castro Ruz       | 2 de diciembre de 1976 | 24 de febrero de 2008 | Partido Comunista de Cuba |
| 16   |        | Raúl Modesto Castro Ruz          | 24 de febrero de 2008  | 19 de abril de 2018   | Partido Comunista de Cuba |
| 17   |        | Miguel Mario Díaz-Canel Bermúdez | 19 de abril de 2018    | 10 de octubre de 2019 | Partido Comunista de Cuba |

### Primer ministro de Cuba (2019-presente)
| #  | Nombre | Nombre              | Inicio                  | Final      | Partido                   | Presidente | Presidente                          |
| -- | ------ | ------------------- | ----------------------- | ---------- | ------------------------- | ---------- | ----------------------------------- |
| 18 |        | Manuel Marrero Cruz | 21 de diciembre de 2019 | Actualidad | Partido Comunista de Cuba |            | Miguel Díaz-Canel (2019–actualidad) |